# Ämten (Östra Ryds socken, Östergötland)
Ämten är en sjö i Söderköpings kommun och Valdemarsviks kommun i Östergötland och ingår i Söderköpingsåns huvudavrinningsområde. Sjön har en area på 0,108 kvadratkilometer och ligger 88,9 meter över havet.

## Delavrinningsområde
Ämten ingår i det delavrinningsområde (646166-153109) som SMHI kallar för Utloppet av Yxningen. Medelhöjden är 65 meter över havet och ytan är 129,1 kvadratkilometer. Räknas de 12 avrinningsområdena uppströms in blir den ackumulerade arean 268,45 kvadratkilometer. Avrinningsområdets utflöde Söderköpingsån (Gusumsån) mynnar i havet. Avrinningsområdet består mestadels av skog (60 procent). Avrinningsområdet har 30,5 kvadratkilometer vattenytor vilket ger det en sjöprocent på 23,6 procent.